# Scooby! Voll verwedelt
Scooby! Voll verwedelt (Scoob!) ist eine kanadisch-amerikanische, computeranimierte Filmkomödie von Tony Cervone aus dem Jahr 2020. Sie basiert auf der 1969 von Joe Ruby und Ken Spears (1938–2020) kreierten Kult-Zeichentrickserie Scooby-Doo, wo bist du? über die Dogge und seine Freunde Daphne, Fred, Velma und Shaggy.

## Handlung
Ein junger, einsamer Shaggy Rogers freundet sich mit einer jungen streunenden Deutschen Dogge an, die er Scooby-Doo nennt und sie adoptiert. In der Halloween-Nacht treffen Scooby und Shaggy drei junge Detektive – Fred Jones, Daphne Blake und Velma Dinkley – bevor sie sich in ein Spukhaus wagen. Im Inneren treffen sie auf einen als Geist verkleideten Dieb und nehmen ihn gefangen, was sie dazu inspiriert, Mystery Inc. zu gründen, um gemeinsam Rätsel zu lösen.
Nach Jahren der Rätsellösung geht Mystery Inc. ins Geschäft. Während eines Investorentreffens mit dem Unternehmer Simon Cowell weigert er sich, mit Scooby und Shaggy Geschäfte zu machen. Die beiden stürmen auf die Bowlingbahn von Takamoto, wo sie von gestaltwandelnden Robotern namens Rottens, die Dick Dastardly gehören, terrorisiert werden. Sie werden von Dee Dee Skyes und ihren lebenslangen Idolen Dynomutt und Brian gerettet, der die Rolle des maskierten Superhelden Blue Falcon von seinem Vater übernommen hat. Dick Dastardly und die Rottens fangen und terrorisieren Scooby-Doo und Shaggy in einem gruseligen, verlassenen Vergnügungspark, aber sie werden mit Hilfe der Falcon Force gerettet. Die Gruppe findet heraus, dass Dastardly Scooby-Doo aufgrund seiner angestammten Verbindung zum übernatürlichen Geheimnis hinter den drei Schädeln von Cerberus fangen möchte.
Währenddessen entdecken Fred, Daphne und Velma, dass Dastardly hinter Scooby und Shaggy her ist, und machen sich auf den Weg zu Dastardly Demolition, um Nachforschungen anzustellen. Die Gruppe erinnert sich auch an die guten Zeiten, die sie mit Shaggy und Scooby hatten, bevor sie von Dastardly auf seinem Luftschiff eingesperrt wurden. Sie entkommen mit Hilfe eines Rottens und nehmen Kontakt mit Dee Dee auf. Velma erklärt, dass sie und die anderen zum Messick Mountain gebracht werden, wo sich der letzte Schädel befindet. Die Gruppe findet dann heraus, dass Dastardlys Plan darin besteht, die Tore zur Unterwelt zu öffnen, um seinen Hund Muttley zu retten, der bei dem Versuch, die Reichtümer der Unterwelt zu stehlen, gefangen war. Dastardly braucht Scooby, um die Tore zu öffnen, da er der letzte verbliebene Nachkomme von Peritas, dem Lieblingshund von Alexander dem Großen, ist.
Scooby, Shaggy und die Falcon Force erreichen Messick Mountain. Shaggy, besorgt, dass Scoobys Bedeutung ihre Freundschaft zerstören würde, möchte, dass Scooby bei ihm bleibt. Scooby versucht, Shaggy davon zu überzeugen, sich ihm und der Gruppe anzuschließen, aber Shaggy verlangt von Scooby, sich zwischen ihm und der Falcon Force zu entscheiden. Scooby wählt Letzteres zu Shaggys Entsetzen. Scooby geht mit der Falcon Force in den Untergrund zu einer versteckten Insel, wo sie den letzten Schädel finden, der von Captain Caveman bewacht wird. Hinterhältig bringt Dastardly Shaggy dazu, ihn nach einem kurzen Kampf zum Schädel zu bringen. Die Rottens werfen dann Fred, Daphne und Velma aus dem Luftschiff, bevor Dastardly Scooby und den letzten Schädel fängt. Shaggy drückt Schuld und Reue für Scoobys Gefangennahme aus und seine Rede inspiriert alle dazu, zusammenzuarbeiten und Scooby zu retten.
In Athen ankommend, benutzt Dastardly die drei Schädel, um die Tore zur Unterwelt zu enthüllen und versucht, Scoobys Pfote zu benutzen, um sie zu öffnen, aber er wird von Scoobys Freunden in einer fliegenden Mystery Machine unterbrochen. Die Rottens schießen sie ab, während Dastardly Cerberus freilässt. Als der tobende Cerberus die Stadt in die Flucht schlägt, rennt Scooby zur Absturzstelle, um sich mit seinen Freunden wieder zu vereinen. Dastardly trifft Muttley in der Unterwelt wieder und sie entkommen mit einem Schatz. Scooby und Shaggy bestimmen, wie man Cerberus einfängt, während die Falcon Force um Cerberus herumfliegt, um ihn abzulenken. Mit Hilfe der Rottens fangen sie Cerberus in der Unterwelt ein, aber Shaggy opfert sich selbst, um in der Unterwelt zu bleiben und das Tor zu verriegeln, gemäß der Prophezeiung von Alexander dem Großen und Peritas 'Bindung. Die Gang findet einen weiteren Ausgang, der die Prophezeiung fortsetzt, den Scooby freischaltet, um sich mit ihm wieder zu vereinen.
Die Rottens wenden sich gegen Dastardly, der gefangen genommen und zunächst als Cowell entlarvt wird, um die Bande zu betrügen, bevor er wieder als Dastardly selbst entlarvt wird. Die Falcon Force nimmt Dastardly und Muttley in Gewahrsam, während Mystery Inc. nach Venice Beach zurückkehrt und ihr offizielles Hauptquartier enthüllt. Sie feiern ihre große Eröffnung mit der ganzen Stadt, einschließlich der Falcon Force, die ihnen eine verbesserte Mystery Machine geben.

## Synchronisation
Synchronisation
| Rolle                    | Stimme im Englischen | Stimmen im Deutschen |
| ------------------------ | -------------------- | -------------------- |
| Scooby                   | Frank Welker         | Willi Röbke          |
| Norville „Shaggy“ Rogers | Will Forte           | Marius Clarén        |
| Fred Jones               | Zac Efron            | Daniel Schlauch      |
| Daphne Blake             | Amanda Seyfried      | Magdalena Turba      |
| Velma Dinkley            | Gina Rodriguez       | Flavia Vinzens       |
| Blue Falcon              | Mark Wahlberg        | Oliver Mink          |
| Captain Caveman          | Tracy Morgan         | Florian Halm         |
| Dee Dee Skyes            | Kiersey Clemons      | Rubina Nath          |
| Dick Dastardly           | Jason Isaacs         | Thomas Nero Wolff    |
| Dynomutt                 | Ken Jeong            | Axel Malzacher       |
| Judy                     | Maya Erskine         | Nurcan Özdemir       |
| Keith                    | Henry Winkler        | Sven Hasper          |
| Mr. Rigby                | Tony Cervone         | Felix Würgler        |
| Officer Gary             | Kevin Heffernan      | Stefan Bräuler       |
| Officer Jaffe            | Christina Hendricks  | Dana Friedrich       |
| Restaurantbesitzer       | John DiMaggio        | Hans-Eckart Eckhardt |
| Simon Cowell             | Simon Cowell         | Johannes Berenz      |

## Rezeption

### Kritiken
„Eine hyperaktive Hommage an Hanna-Barbera“

„Überbordender, unsauber ausgearbeiteter und reizüberflutender Versuch der Wiederbelebung einer kultigen Zeichentrick-Serie, dem nach gelungenem Auftakt die Puste ausgeht.“

### Auszeichnungen
NAACP Image Awards 2021
- Nominierung als Bester Animationsfilm[6]